# Ronald Roberts
Ronald Roberts, Jr. (Bayonne, New Jersey, 5 de agosto de 1991) es un exjugador de baloncesto dominico-estadounidense. Jugó baloncesto universitario para los Hawks de la Universidad de San José. También fue miembro de la selección de baloncesto de la República Dominicana en competiciones internacionales. Su estatura es de 2,03 metros (6 pies y 8 pulgadas) y jugaba en las posiciones de alero y ala-pívot.

## Trayectoria deportiva

### Instituto
En su primera temporada como freshman y su segunda temporada como sophomore, Roberts asistió al instituto Bayonne High School en su ciudad natal de Bayonne, New Jersey, antes de transferirse al instituto St. Peter's Preparatory School en 2008 para su tercera temporada como junior. Ese año promedió 17,4 puntos, 11,0 rebotes y 3,0 tapones por partido. Fue seleccionado en el mejor quinteto del condado y mejor desempeño de la liga para el equipo de los Marauders que terminó campeón del condado con un récord de 23-3, ocupando el séptimo lugar en el estado.
El 19 de noviembre de 2009, Roberts firmó la carta de intención para jugar baloncesto universitario con la Universidad de San Juan.
En su última temporada como senior, promedió 19,0 puntos, 12,0 rebotes y 3,5 tapones por partido, ayudando a St. Peter's a lograr un récord de 24-5 y el puesto número seis en el estado.
En abril de 2010, fue liberado de su carta de intención para jugar con San Juan, tras un cambio de entrenador. En mayo de 2010, firmó para jugar baloncesto universitario con la Universidad de San José.

#### Premios y honores
- Mejor Quinteto del Área del Condado de Hudson (2009)
- Mejor Quinteto del Área del Condado de Hudson (2010)
- Segundo Quinteto All-NonPublic (2010)
- Tercer Mejor Quinteto del Estado (2010)

### Universidad
En su primera temporada como freshman en Saint Joseph's, Roberts fue el destinatario del Premio en Memoria de Robert O'Neill como jugador más mejorado de los Hawks, En 33 partidos (12 como titular), promedió 6,4 puntos, 4,7 rebotes en 19,5 minutos por partido.
En su segunda temporada como sophomore, fue beneficiario del Premio en Memoria de Robert O'Neill por segundo año consecutivo. También fue nombrado Mejor Sexto Hombre del Año de la Atlantic 10 Conference. En 34 partidos (ninguno como titular), promedió 10,9 puntos y 5,9 rebotes en 25,0 minutos por partido.
En su tercera temporada como "junior", fue beneficiario del Premio en Memoria de Robert O'Neill por tercer año consecutivo. También fue destinatario del Premio en Memoria de John P. Hilferty como Jugador Más Valioso de los Hawks; también fue nombrado en el tercer mejor quinteto de la Atlantic 10 y en el mejor quinteto de la Big 5. En 32 partidos (todos como titular), promedió 11,2 puntos, 8,3 rebotes y 1,0 asistencias en 30,7 minutos por partido.
En su cuarta y última temporada como "senior", fue beneficiario del Premio en Memoria de John P. Hilferty por segundo año consecutivo. También fue nombrado en el tercer mejor quinteto de la Atlantic 10 por segundo año consecutivo. Tras conseguir el título del Torneo de la Atlantic 10 con los Hawks, fue nombrado en el mejor quinteto del torneo de la Atlantic 10 de 2014. En 32 partidos (todos como titular), promedió 14,4 puntos, 7,4 rebotes, 1,3 asistencias y 1,3 tapones en 33,3 minutos por partido.

### Profesional
Después de no ser seleccionado en el Draft de la NBA de 2014, Roberts se unió a los Philadelphia 76ers para disputar la Orlando Pro Summer League de 2014, con los que promedió 10 puntos y 6,8 rebotes en 6 partidos. Tras la Orlando Pro Summer League, Roberts se unió al equipo de los Miami Heat para Las Vegas NBA Summer League de 2014 con los que disputó 4 partidos promediando 7 puntos y 3,8 rebotes en 14 minutos por partido. A finales de septiembre de 2014, firmó un contrato para jugar con los Philadelphia 76ers. Sin embargo, más tarde fue liberado por los 76ers el 25 de octubre de 2014, a pocos días para el comienzo de la temporada 2014-2015 de la NBA. A principio de noviembre de 2014, fue adquirido por los Delaware 87ers de la NBA Development League como un jugador afiliado. El 12 de diciembre de 2014, firmó otro contrato para jugar con los Philadelphia 76ers, siendo despedido dos días más tarde, sin lograr disputar ningún partido. El 17 de ese mismo mes, fue re-adquirido por los Delaware 87ers de la NBA Development League. El 21 de enero de 2015, fue traspasado a los Santa Cruz Warriors. El 27 de enero de 2015, Roberts firmó un contrato para jugar con los San Miguel Beermen de la liga filipina.

## Selección nacional
Roberts representó a la República Dominicana con la selección nacional de baloncesto en la competición de Centrobasket 2014 en Nayarit, México. En esa ocasión promedió 1,2 tapones y 4 puntos por partido, ayudando a su equipo a obtener la medalla de bronce.

## Personal
Roberts es hijo del estadounidense Ronald Roberts Sr. y de la dominicana Dania Santos, ambos exjugadores de baloncesto. Se conocieron cuando ambos actuaban como profesionales en Portugal. Tiene dos hermanas: Linell Roberts y Tanya Roberts.  